# Kozma Dénes
Kézdiszentléleki Kozma Dénes (Dálnok, 1875. november 1. – Budapest, 1922. december 19.) mezőgazdász, herbológus.

## Életrajza
A kézdiszentléleki Kozma család leszármazottja. 1875. november 1-jén született Dálnokon Kozma Péter és András Julianna fiaként. A csíksomlyói székely főgimnáziumban érettségizett, majd 1898-ban a magyaróvári gazdasági akadémián szerzett oklevelet. Közben a hallei és berlini egyetemeken is hallgatott előadásokat. 1898-tól Magyaróváron, majd Keszthelyen volt tanársegéd. 1903-ban, 28 évesen a budapesti Pázmány Péter Tudományegyetemen bölcsészdoktorátust is szerzett. 1903-tól a budapesti Vetőmagvizsgáló Állomáson működött asszisztensként, 1911-től adjunktusként, majd 1918-tól haláláig volt  vezetője a kutatóintézetnek.
Szakcikkei a Kísérletügyi Közlemények, a Köztelek, a Gazdasági Lapok, a Mezőgazdák oldalain jelentek meg.
Budapesten halt meg „hosszas szenvedés után” 48. évében, 1922. december 19-én. Felesége Fehér Mária volt.

## Munkássága
A gyomnövények és a szántóföldi élősködők ellen való védekezés állt kutatásának középpontjában, s a termés egyik kulcsa, a jó vetőmag. Az arankairtással és a gyommagvaknak a talajban való viselkedésével foglalkozott. Komoly és hosszas kísérletsorozatban vizsgálta 16 elterjedt gyomnövény viselkedését, de kutatásának megjelenését már nem érhette meg. Az intézet fontos feladata volt a hereféle magvaknak arankatartalomra való vizsgálata és az állami ólomzárolások teljesítése, mellyel igazolták a beküldött magok aranka- és egyéb kártevőtől való mentességét, s minőségét is. E szolgáltatás annyira népszerűvé vált, hogy alkalmazták az ólomzárolást később paprikára, gyógynövényekre, erdei famagvakra és a lucernára is. Az 1915-től bevezetett úgynevezett „piros bárcás”, engedményes ólomzárolás a takarmánytermesztés céljára még alkalmas minőséget jelentette. Tanfolyamokat, előadásokat tartottak, tájékoztató röplapokat, kiadványokat terjesztettek a gazdák körében a tudnivalókról. A világháború után a vetőmag minőségi javítása került előtérbe, ekkor vált világhírűvé a magyar lucernamag.
Mint nekrológjában írják: „Mintaképe volt a képzett, haladó gazdának. Rövid idővel halála előtt került sajtó alá nagyobb tudományos dolgozata, mely a Kísérletügyi Közlemények XXV. kötetében jelent meg, a gyommagvaknak a talajban való életviszonyaival foglalkozik és sok új, eredeti megállapításokkal egészíti ki erre a bonyolult kérdésre vonatkozó eddigi ismereteinket. Munkájának megjelenését már nem érhette meg”.

## Munkái
- Az aranka terjedési módja. Mezőgazdák, 1908
- Az arankairtás sikertelenségének okairól. Köztelek, 1909
- Védekezés az aranka ellen. Budapest, 1912. 41 lap
- A beléndekmag nyugalmi időszakának megrövidítése. Kísérletügyi Közlemények, 1915. 43 oldal
- Lentermelő gazdák figyelmébe. Köztelek, 1918. 1516. oldal
- Termesszünk kerti veteménymagvakat. Köztelek, 1918. 1122. oldal
- Kozma Dénes – Augustin Béla: A gyógynövénymagvak megítélése magvizsgálati módszerek alapján. Budapest, 1920. 11 lap.
- Gyommagvak a talajban. Kísérletügyi Közlemények, 1922. 244–322. oldalak (posztumusz)